# Cas Elet
Cas Elet és una possessió del terme municipal de Llucmajor, Mallorca, situada al migjorn de la vila, entre Torratxí i Son Calders.
Cas Elet es troba documentada el 1478. En el cadastre del 1685 està documentada Case lo Alet i ja està dividida en vuit propietats. Actualment es troba molt dividida.